# Бобанич Тарас Миколайович

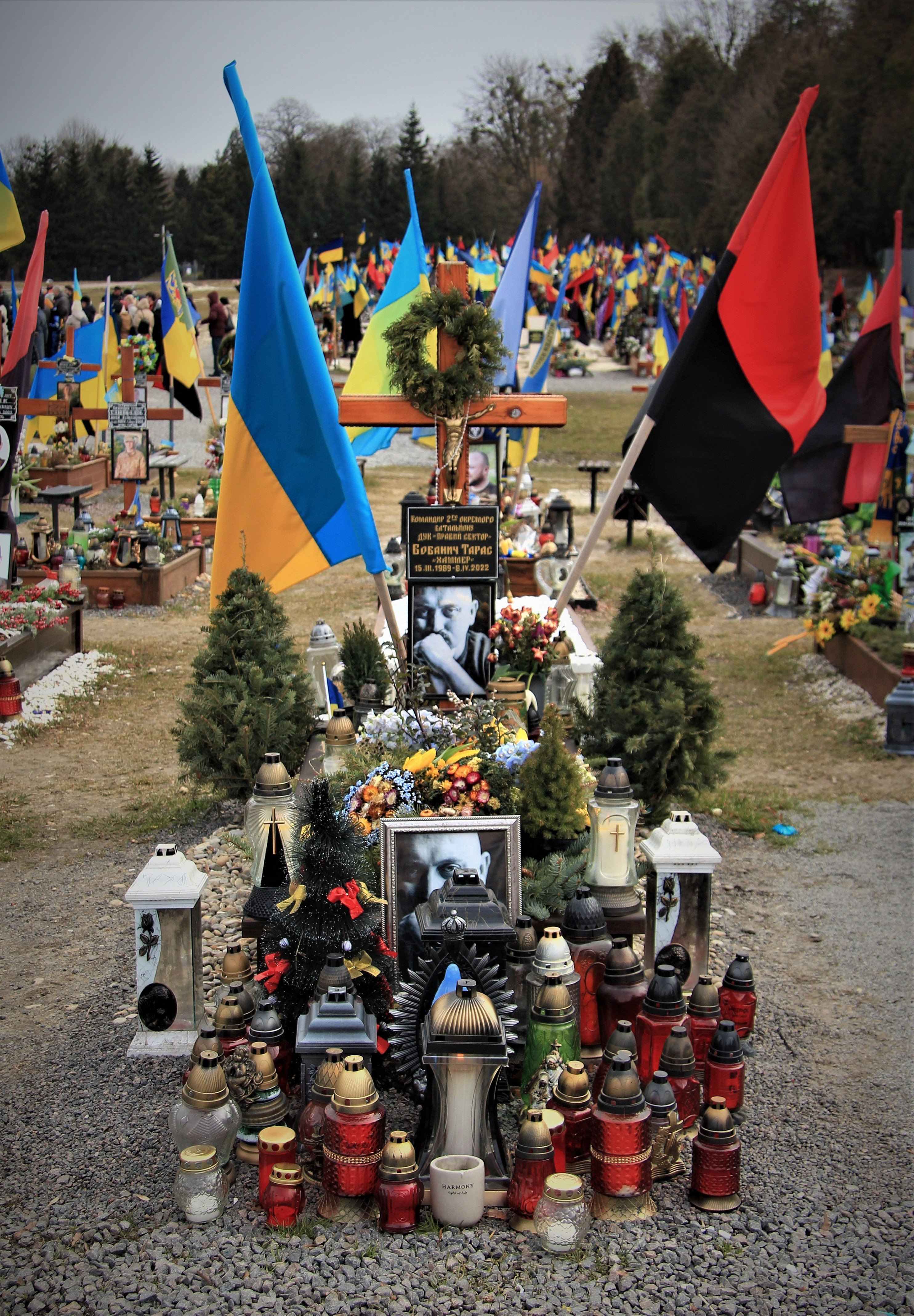

Тара́с Микола́йович Боба́нич (псевдо: Хаммер; 15 березня 1989, Трускавець, Львівська область — 8 квітня 2022, с. Вірнопілля, Харківська область) — український військовослужбовець, молодший лейтенант, командир 2-го окремого батальйону Добровольчого українського корпусу «Правий сектор», учасник російсько-української війни. Герой України (2022, посмертно).
Прадід Тараса був Українським січовим стрільцем.

## Життєпис
Тарас Бобанич народився 15 березня 1989 року в місті Трускавці Львівської області. Закінчив у 2006 році Стрийську загальноосвітню школу № 9. У 2011 році закінчив юридичний факультет Львівського державного університету внутрішніх справ за фахом правознавство.
Працював правником у ТзОВ «Юридична компанія „Де Лекс“» у 2011—2015 роках. Член партії «Правий сектор» та керівник Львівського обласного осередку «Правого сектора». Брав активну участь у Революції гідності. Балотувався на позачергових виборах народних депутатів України 2014 року.
З липня 2014 року — командир 2-го запасного батальйону Добровольчого українського корпусу «Правий сектор», який у лютому 2016 року, згідно з наказом Командира ДУК ПС, переформовано у 2-гу резервну сотню ДУК ПС. Брав участь у бойових діях на Донбасі.
У 2015 році був одним із координаторів акції «Громадянська блокада Криму» — товарної блокади адміністративного кордону з тимчасово окупованим півостровом Крим.
30 листопада 2019 року призначений заступником Командира ДУК ПС з питань діяльності резервних підрозділів.
У 2020 році був обраний членом Проводу Національно-визвольного руху «Правий сектор».
У словесному арсеналі Тараса Бобанича «Хаммера» була одна з його легендарних фраз: «За оцей плач дітей виправдання може бути тільки одне — тотальна перемога».
Брав участь у військово-патріотичному вихованні молоді.

## Обставини загибелі
Загинув 8 квітня 2022 року, прикривши собою побратимів у бою проти російських військ, коли підрозділ виконував бойове завдання біля села Вірнопілля (Харківська область).
Похований 13 квітня 2022 року на Личаківському цвинтарі м. Львова.

## Нагороди
- Звання Герой України з удостоєнням ордена «Золота Зірка» (24 серпня 2022 року, посмертно) — за особисту мужність, виявлену у захисті державного суверенітету та територіальної цілісності України, самовіддане служіння Українському народу[7].
- Медаль Добровольчого українського корпусу «Правий сектор» «За відданість боротьбі».
- Орден УНСО «Пустельний хрест УНСО».
- Нагрудний знак «За участь у громадській блокаді Криму».
- Медаль ВО «Країна» «За відвагу».
- Орден ТОО ГО «ВСВ АТО» «Лицарський хрест добровольця».
- Нагорода ВО «Країна» «Хрест бойового братерства».
- Почесна відзнака Українського козацтва «Орден — Козацький хрест з мечами» 2-го ступеня.
- Відзнака Галицького братства колишніх вояків 1-ї УД «Галичина»-УНА «Лицарський хрест дивізії».
- Медаль ВЦА Авдіївки «За оборону Авдіївки».
- Орден УНС та УНСО «За мужність, доблесть, честь та відданість Нації та українському народу».
- Нагрудний знак 1-ї ОШР Добровольчого українського корпусу «Правий сектор».

## Вшанування

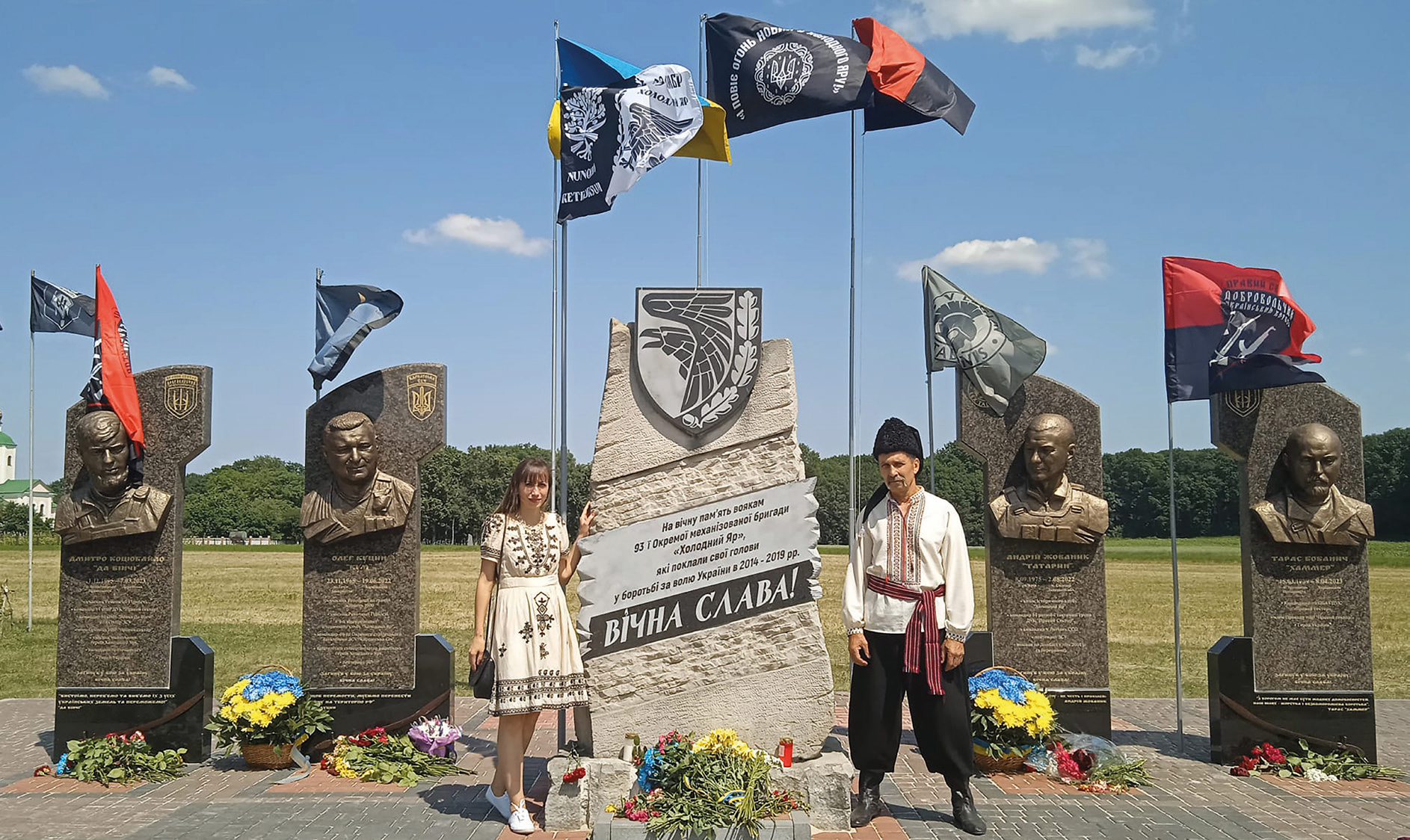
Меморіал добровольцям, які загинули в боротьбі за Українську державу, в Холодному Яру

Рішенням виконавчого комітету Львівської міської ради від 29 вересня 2022 року вулицю Короленка у Львові перейменовано на вул. Тараса Бобанича. У Львові також встановлять пам'ятну таблицю Тарасові Бобаничу на фасаді Львівського державного університету внутрішніх справ, що на вул. Городоцькій. Відповідне рішення 22 лютого 2023 року затвердив виконавчий комітет Львівської міської ради.
28 листопада 2022 року в Полтаві на вул. Соборності, 5 відкрили меморіальну таблицю-барельєф на честь Героя України Тараса Бобанича «Хаммера».
6 грудня 2022 року у Стрию відкрили алею імені Героя Тараса Бобанича «Хаммера». Раніше на фасаді Стрийського ліцею (колишня Стрийська загальноосвітня школа № 9), де воїн навчався, відкрили йому пам'ятну таблицю, а закладу освіти присвоїли ім'я Тараса Бобанича.
23 лютого 2023 року у Львові на фасаді головного корпусу ЛьвДУВС, де навчався Тарас Бобанич встановили меморіальну таблицю..
28 червня 2023 року у Львові в Інституті права Університету внутрішніх справ відкрили меморіальну таблицю на честь командира 2-го батальйону ДУК «Правий сектор», Героя України Тараса Бобанича «Хаммера».
У місті Яготин вулицю Толбухіна перейменували на вулицю Тараса Бобанича.
У квітні 2024 року в Харкові вулицю Смольну перейменували на вулицю Тараса Бобанича.

### Книги
- «Побратима мого зачепила куля вражая» / Упорядн. Р. Коваль. — Київ: Видавництво Марка Мельника, 2023[16].